# Hilda Sjölin
Hilda Sjölin, nata Hilda Aurora Amanda Sjölin (Malmö, 28 luglio 1835 – Hörby, 7 giugno 1915), è stata una fotografa svedese.

## Biografia
Figlia di un commerciante di merceria, ebbe tre sorelle ed un fratello, Rudolf Theodor, di cui lei era la più giovane. Non sappiamo altro della sua vita giovanile né come si sia avvicinata alla fotografia, è noto che il 24 maggio 1860 annunciò a Malmö che avrebbe eseguito fotografie su vetro, tela di cera e carta e che nel febbraio dell'anno seguente aprì il suo studio nella casa dov'era cresciuta.
A Malmö fu ben presto conosciuta ed apprezzata, rivaleggiando con un altro fotografo, di cui è noto solo il nome, Carl Magnus Tullberg. La sua principale attività fu la ritrattistica e le carte de visite, di moda in tutta Europa in quei decenni, oltre ad essere la prima a realizzare vedute stereoscopiche della città, delle quali ricevette varie commissioni.
Non sappiamo se la sua attività sia proseguita dopo il 1870. La madre morì nel 1879. Lasciò la città con la sorella maggiore Minni Rosaura, nata nel 1829, anch'essa nubile, in una casa che avevano acquistato  nel 1875 a Sätofta dove si trasferirono nel 1888. Le due sorelle si installarono definitivamente a Hörby nel 1910. Fra l'altro, nel 1880 il fotografo Carl Wilhelm Roikjer, arrivato a Malmö dal 1876, si stabilì nel suo ex studio.
Dopo Brita Sofia Hesselius, fu tra le prime donne fotografe professioniste svedesi: in quel periodo erano attive Hedvig Söderström a Stoccolma nel 1857, Emma Schenson a Uppsala e Wilhelmina Lagerholm a Örebro nel 1862. Erano inoltre attive ben 15 fotografe negli anni '60 dell'Ottocento tra cui: Rosalie Sjöman e Bertha Valerius e Caroline von Knorring a Stoccolma. La prima donna ad entrare nella Photographic Society fu Anna Hwass nel 1888.